# Zourab Adeïchvili
Zourab Adeïchvili (en géorgien : ზურაბ ადეიშვილი ; né le 27 juillet 1972) est un avocat et homme politique géorgien, ayant exercé les fonctions de ministre de la Justice de Géorgie de novembre 2008 à octobre 2012.

## Jeunesse
Adeïchvili est né dans le village de Mtisdziri dans le district de Kvareli, alors en Géorgie soviétique. Il est diplômé de la Faculté de droit de l'Université d'État de Tbilissi en 1994 et a poursuivi sa formation de juriste à l'Institut d'État et de droit de Tbilissi et à l'Université de Groningen aux Pays-Bas. Il a été le principal spécialiste du droit constitutionnel pour le Parlement de Géorgie de 1996 à 1999. Il a ensuite travaillé dans le secteur non-gouvernementale (telles que l'Association géorgienne des jeunes avocats et la Liberty Institute) et a brièvement exercé le droit jusqu'à devenir député en tant que membre de l'Union des citoyens de Géorgie (UCG), alors dirigé par le président Edouard Chevardnadzé en novembre 1999.

## Carrière politique
Adeïchvili était membre d'un groupe minoritaire influent et vocal de la faction des Réformateurs de l'UCG, qui était alors dirigé par Zourab Jvania et Mikheïl Saakachvili et appelait à des réformes politiques plus radicales et pro-occidentales.
À la fin de 2001, durant l'effondrement de l'UCG, Adeïchvili a rejoint le Mouvement national uni (MNU) de Saakachvili et est devenu membre de son affilié parlementaire, la Faction pour les Réformes Démocratiques, qui était en opposition au gouvernement de Chevardnadze.
Après que la Révolution des roses de novembre 2003 ait renversé Chevardnadzé et entraîné les « réformateurs » au pouvoir, Adeïchvili a été successivement ministre de la Justice (décembre 2003 - février 2004), ministre de la Sécurité d’État (février - juin 2004), Procureur général (juin 2004 - janvier 2008), et chef de l'administration du président de la Géorgie (janvier - novembre 2008). En tant que membre influent du gouvernement et proche allié du président Saakachvili, Adeïchvili est devenu un sujet de critiques de la part de l'opposition géorgienne, en particulier pendant son mandat de procureur général.
Lors du remaniement ministériel d'octobre 2008, Adeïchvili a de nouveau été chargé du ministère de la Justice qui avait récemment fusionné avec le bureau du procureur général. Dans sa nouvelle fonction, Adeïchvili a déclaré que la libéralisation du code pénal serait l'une de ses priorités. Après la défaite du MNU aux élections législatives de 2012, Adeishvili a été remplacé, le 25 octobre 2012, par Tea Tsouloukiani, membre de la coalition Rêve géorgien (RG). Le mandat d'Adeïchvili au ministère de la Justice est associé à une diminution significative de la corruption et à une efficacité améliorée des services d'enregistrement civil et de propriété, qui ont été transformés en un nouveau concept de salle de service public.
Peu de temps après les élections, le nouveau gouvernement a commencé à mettre en œuvre sa promesse électorale de « restaurer la justice » en lançant des poursuites pénales contre des responsables du gouvernement de Saakachvili. Ces poursuites ont été largement accueillies de manière critique par la communauté internationale en raison d'une préoccupation pour ce qui semblait être une justice sélective, des représailles politiques et l'intimidation de l'opposition. Après sa rencontre avec le nouveau Premier ministre Ivanichvili le 12 novembre 2013, le président de la Commission européenne José Manuel Barroso a noté que « les situations de justice sélective devraient être évitées car elles pourraient nuire à l'image du pays à l'étranger et affaiblir l'état de droit ». En avril 2015, le Secrétariat général d'INTERPOL a révoqué sa notice rouge contre Zourab Adeïchvili.